# Jakubín
Jakubín (německy Jakubin) je malá vesnice, část obce Častrov v okrese Pelhřimov. Nachází se asi 3,5 km na jih od Častrova. V roce 2009 zde bylo evidováno 28 adres. Žije zde 30 obyvatel.
Jakubín je také název katastrálního území o rozloze 3 km2.